# Блюхер Василь Костянтинович
Васи́ль Костянти́нович Блю́хер  (нар. 19 листопада (1 грудня) 1889, село Барщинка Рибинського повіту Ярославської губернії, тепер Рибинський район Ярославської області — 9 листопада 1938, Москва) — радянський військовий діяч, Маршал Радянського Союзу (20.11.1935). Репресований. Кандидат у члени ЦК ВКП(б) у 1934—1937 роках. Член ЦК ВКП(б) з жовтня 1937 по жовтень 1938 року. Депутат Верховної Ради СРСР 1-го скликання.

## Біографія
Народився в селі Барщинка Рибинського повіту Ярославської губернії (нині Рибинський район Ярославської області) в родині селянина-бідняка. З 1902 по 1903 рік навчався в церковнопарафіяльній школі села Середнєво Георгіївської волості Рибинського повіту Ярославської губернії.
З серпня 1904 по квітень 1905 року — хлопчик-учень мануфактурного магазину Клочкова в Санкт-Петербурзі. У квітні 1905 — грудні 1908 року — підручний складального цеху франко-російського заводу Берда в Санкт-Петербурзі. Потім був безробітним, з травня 1909 по лютий 1910 року — слюсар вагонобудівного заводу в місті Митища Московської губернії.
У лютому 1910 року заарештований і до січня 1913 року перебував у Бутирській в'язниці Москви та в'язницях Нижнього Новгорода, Костроми, Ярославля та Рибинська.
У лютому — серпні 1913 року — слюсар залізничних майстерень у Рибинську, солдат ратницької дружини. У серпні 1913 — липні 1914 року — слюсар майстерень Казанської залізниці в Москві.
У липні 1914 — січні 1915 року — солдат 19-го Костромського полку 5-ї піхотної дивізії російської армії на Австро-Угорському фронті, учасник Першої світової війни. З січня 1915 по березень 1916 року лікувався після поранень в госпіталі Південно-Західної залізниці в Києві та Московському генеральному імператора Петра І військовому госпіталі.
У березні 1916 року демобілізований із армії, до травня 1916 року працював у власному господарстві в селі Барщинка Рибинського повіту.
У травні 1916 — лютому 1917 року — слюсар складального цеху механічного заводу Остермана в Казані.
Член РСДРП(б) з 1916 року.
У лютому — травні 1917 року — слюсар-моторист олійного заводу в місті Петровську Саратовської губернії.
У травні — жовтні 1917 року — солдат 96-го запасного полку російської армії в Самарі. У жовтні — листопаді 1917 року — член революційного комітету 32-ї запасної бригади російської армії, комісар, заступник начальника політичного управління державної безпеки в Самарі.
Після Жовтневого перевороту вступив до Червоної гвардії, з листопада по грудень 1917 року — комісар Самарського загону Червоної гвардії в місті Челябінську.
У грудні 1917 — березні 1918 року — голова Челябінського військово-революційного комітету. У березні — травні 1918 року — голова виконавчого комітету Челябінської ради, військовий комісар, редактор виконавчого комітету Челябінської губернської ради.
З червня по липень 1918 року — командир Східного загону, командир партизанських загонів на Оренбурзькому фронті.
1918 року Блюхер на чолі загонів Червоної гвардії захопив Оренбург і почав бої з козаками отамана Дутова. Після повстання Чехословацького корпусу та наступу оренбурзьких козаків отамана Дутова загони Блюхера та оренбуржця Каширіна опинилися у ворожому тилу. Створену там Уральську партизанську армію спершу очолював Каширін. Після його поранення червоних партизанів очолив Блюхер. Він і вивів їх до військ Червоної армії.
16 липня — 2 серпня 1918 року — заступник командувача Уральської партизанської армії. 2 серпня — 22 вересня 1918 року — командувач Уральської партизанської армії.
22 вересня 1918 — 15 січня 1919 року — начальник 4-й Уральської стрілецької (30-ї стрілецької) дивізії РСЧА. Командував 30-ю стрілецькою дивізією в боях проти Колчака.
15 січня 1919 — 23 травня 1920 року — начальник 51-ї стрілецької дивізії РСЧА, помічник командувача 3-ї армії. З травня по липень 1920 року — начальник Західно-Сибірського сектора ВОХР.
6 липня 1920 — 11 травня 1921 року — начальник 51-ї Перекопської стрілецької дивізії РСЧА, воював проти Врангеля. Уславився штурмом Перекопу восени 1920 року і проривом оборони білогвардійських військ у Криму.
30 червня 1921 — 4 липня 1922 року — головнокомандувач Народно-революційної армії Далекосхідної Республіки, військовий міністр Далекосхідної Республіки, голова Військової Ради Далекосхідної республіки. Прославився взяттям укріпленого пункту білогвардійців Волочаєвки.
У липні 1922 — жовтні 1924 року — командир і військовий комісар 1-го стрілецького корпусу і начальник Петроградського укріпленого району.
З жовтня 1924 по липень 1927 року — головний військовий радник Південно-Китайської революційної армії та революційного китайського уряду в Кантоні (Гуанчжоу), Китай. Брав активну участь у Першій громадянській війні в Китаї. З жовтня 1927 по липень 1928 року перебував у розпорядженні РВР у Москві.
Від 16 травня 1927 (за іншими даними — з липня 1928) по 7 серпня 1929 року — перший помічник командувача Українського військового округу в місті Харкові.
6 серпня 1929 — 17 травня 1935 року — командувач Особливої Червонопрапорної Далекосхідної армії. 17 травня — 2 червня 1935 року — командувач військ Далекосхідного військового округу. 2 червня 1935 — 28 червня 1938 року — командувач Особливої Червонопрапорної Далекосхідної армії. 28 червня — 4 вересня 1938 року — командувач Далекосхідного фронту.
Брав активну участь у масових репресіях у Червоній армії. За деякими даними, Блюхер страждав алкоголізмом та влаштовував п'яні вечірки під час командування армією.
4 вересня — 22 жовтня 1938 року — в розпорядженні Головної військової ради РСЧА.
Після не надто вдалих для СРСР боїв на озері Хасан, які збіглися з хвилею репресій у країні, 22 жовтня 1938 року заарештований на дачі наркома оборони Ворошилова. У в'язниці Блюхера жорстоко катували. На одному з допитів йому вибили око.
9 листопада, перебуваючи під слідством, помер у Лефортовській в'язниці. 10 березня 1939 посмертно позбавлений звання маршала і засуджений до смертної кари за «шпигунство на користь Японії», «участь в антирадянській організації і у військовій змові».
Реабілітований після XX з'їзду КПРС 9 березня 1956 року. 13 березня 1956 року посмертно відновлений в партії.

## Нагороди
- орден Святого Георгія IV ступеня (2.07.1915)
- два ордени Леніна (11.07.1931, 22.02.1938)
- п'ять ордени Червоного Прапора (30.09.1918, 14.06.1921, 20.06.1921, 22.02.1928, 25.10.1928)
- орден Червоної Зірки (№ 1, 13.05.1930)
- Медаль «XX років РСЧА» (22.02.1938)
- нагрудний знак «5 років ВНК—ДПУ» (23.02.1932)